# Maguireocharis neblinae
Maguireocharis neblinae är en måreväxtart som beskrevs av Julian Alfred Steyermark. Maguireocharis neblinae ingår i släktet Maguireocharis och familjen måreväxter. Inga underarter finns listade i Catalogue of Life.